# Narraga isabel
Narraga isabel är en fjärilsart som beskrevs av Ramon Agenjo Cecilia 1951. Narraga isabel ingår i släktet Narraga och familjen mätare. Inga underarter finns listade i Catalogue of Life.